# 세인트조지구 (도미니카 연방)

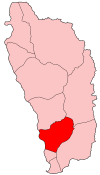
세인트조지구의 위치

세인트조지구(영어: Saint George Parish)는 도미니카 연방 남서부에 위치한 구로 행정 중심지는 도미니카 연방의 수도인 로조이며 면적은 56.2km2, 인구는 21,141명(2011년 기준)이다. 북쪽으로는 세인트폴구, 동쪽으로는 세인트데이비드구와 세인트패트릭구, 남쪽으로는 세인트루크구와 접한다.